# Leobara
Der Leobara ist ein osttimoresischer Berg im Verwaltungsamt Lolotoe (Gemeinde Bobonaro). Er hat eine Höhe von 887 m und befindet sich im Süden der Aldeia Oceli (Suco Guda). Nördlich liegt das Dorf Oceli.